# Palos Heights
Palos Heights is een plaats (city) in de Amerikaanse staat Illinois, en valt bestuurlijk gezien onder Cook County.

## Demografie
Bij de volkstelling in 2000 werd het aantal inwoners vastgesteld op 11.260.
In 2006 is het aantal inwoners door het United States Census Bureau geschat op 12.558, een stijging van 1298 (11,5%).

## Geografie
Volgens het United States Census Bureau beslaat de plaats een oppervlakte van
10,0 km², waarvan 9,8 km² land en 0,2 km² water.

## Plaatsen in de nabije omgeving
De onderstaande figuur toont nabijgelegen plaatsen in een straal van 8 km rond Palos Heights.

## Geboren
- Christine Magnuson (17 oktober 1985), zwemster